# حياة شرارة
حياة محمد شرارة (1935-1997)  كاتبة عراقية ولدت في عام 1935 في مدينة النجف، وتوفيت انتحاراً هي وابنتها مها عن طريق استنشاق الغاز في 1997. انضمت إلى الحركة اليسارية في العراق ودرست في جامعة بغداد ثم سافرت في الستينيات من القرن العشرين إلى روسيا لتكمل دراستها. بعد عودتها إلى العراق عملت في جامعة بغداد - كلية اللغات كأستاذة للأدب الروسي فترة من الزمن حتى بدأ نظام صدام حسين ملاحقتها بالرغم من محاولتها عدم الاعراب عن مواقفها من سياسة الحكومات آنذاك. وانصرفت إلى التأليف والترجمة. فنشرت مقالات مثل «تأملات في الشعر الروسي» (1981) و«غريب في المدينة» ومسرحية «المفتش العام» لجوجول و«يسينين في الربوع العربية» (1989) و«مذكرات صياد» (1984) و«رودين» و«عش النبلاء» لأيفان تورجينيف و«مسرحيات بوشكين» (1986).

## حياتها ونشأتها
ولدت في مدينة النجف عام 1935. هي ابنة الشاعر والأستاذ محمد شرارة، الذي لجأ للعراق بعد الحرب العالمية الأولى من لبنان، ودرس هناك علوم الدين إلا أنه اعتزل الإمامة وآثر الانخراط في العمل السياسي وتبنى الفكر الشيوعي بالتالي فإن ابنته حياة أيضاً تبنت الفكر الشيوعي اليساري.
تلقت تعليمها الإعدادي والثانوي في بغداد ثم انتقلت إلى سوريا ومن سوريا الى مصر، وتلقت تعليمها الجامعي في قسم اللغة الإنجليزية في جامعة القاهرة. عادت حياة إلى العراق عام 1958 ثم سافرت الى موسكو عام 1961 ونالت الدكتوراه من جامعة موسكو وعادت الى العراق بعد ذلك، وأصبحت محاضرة في الأدب الروسي في جامعة بغداد. لها العديد من المؤلفات أهمها رواية إذا الأيام أغسقت التي أنهت كتابتها قبل وفاتها، تحدثت فيها عن مصاعب الحياة الجامعية في بغداد ونشرت هذه الرواية سنة 2002.

## الانتماء السياسي
كانت شرارة منتمية للحزب الشيوعي والفكر اليساري تبعاً لوالدها والبيئة الأسرية التي نشأت بها، الأمر الذي أثر سلباً عليها وأدى لظهور العقبات والمشاكل على مختلف الأصعدة والنواحي.
فعلى صعيد التعليم لم تستطع حياة الحصول على شهادة حسن السلوك من الحكومة العراقية بسبب الانتماء السياسي، الأمر الذي تسبب في منعها من الالتحاق بجامعة بغداد. اضطرت حياة على اثر ذلك الى مغادرة العراق والانتقال إلى  مصر وهناك تلقت تعليمها الجامعي في جامعة القاهرة
انضمت حياة شرارة إلى الحزب الشيوعي العراقي في وقت مبكر نسبياً إلا  أنها قررت الانسحاب في وقت مبكر أيضاً بعد انتقالها الى موسكو عام 1961
على الرغم من انسحاب شرارة من الحزب الشيوعي العراقي الا انها بقيت متمسكة بالفكر اليساري وعانت بسبب ذلك عندما عادت الى العراق وعينت كمحاضرة في كلية الآداب  في جامعة بغداد. رفضت شرارة الانتماء لحزب البعث وعينت في كموظفة في مشروع صناعي في منطقة الديوانية لكن اعيد تعيينها في جامعة بغداد لأنهم لم يجدوا من يشغل منصبها.
بعد وفاة زوجها في السجن عام 1982 تعرضت حياة للعديد من الضغوطات التي أدت بدورها الى ابعادها عن السياسة كما ومنعت من السفر خارج العراق ومنعت كتبها من النشر.

## أعمالها

### روايات
- إذا الأيام أغسقت (المؤسسة 2002 - المدى 2011)[5]
- وميض برق بعيد (لم تُنشَر حتى الآن)

### كتب
- تولستوي فناناً (لم يُطبع حتى 2002، لدى «المدى»)
- ماياكوفسكي (المؤسسة، 1976 - المدى 2011)
- مدخل إلى الأدب الروسي (المؤسسة 1978 - المدى 2011)
- بيلينسكي (المؤسسة 1979 - المدى 2011)
- من ديوان الشعر الروسي (المؤسسة، 1983 - المدى 2011)[6]
- صفحات من سيرة نازك الملائكة كتاب نقدي عن الشاعرة العراقية نازك الملائكة (الريس 1994 - المدى 2011).

## وفاتها
توفيت حياة شرارة في الأول من أغسطس عام 1997 منتحرة مع ابنتها مها اثر استنشاقهن لكمية من الغاز المنبعث